# 小行星4244
小行星4244（英語：4244 Zakharchenko）是一颗围绕太阳公转的小行星。1981年10月7日，柳德米拉·切爾尼赫在克里米亚发现了此天体。
这颗小行星的绝对星等为270.1394425176293等。